# Coryphantha hintoniorum
Coryphantha hintoniorum là một loài thực vật có hoa trong họ Cactaceae. Loài này được Dicht & A.Lüthy mô tả khoa học đầu tiên năm 1999.